# 匈牙利人事迹

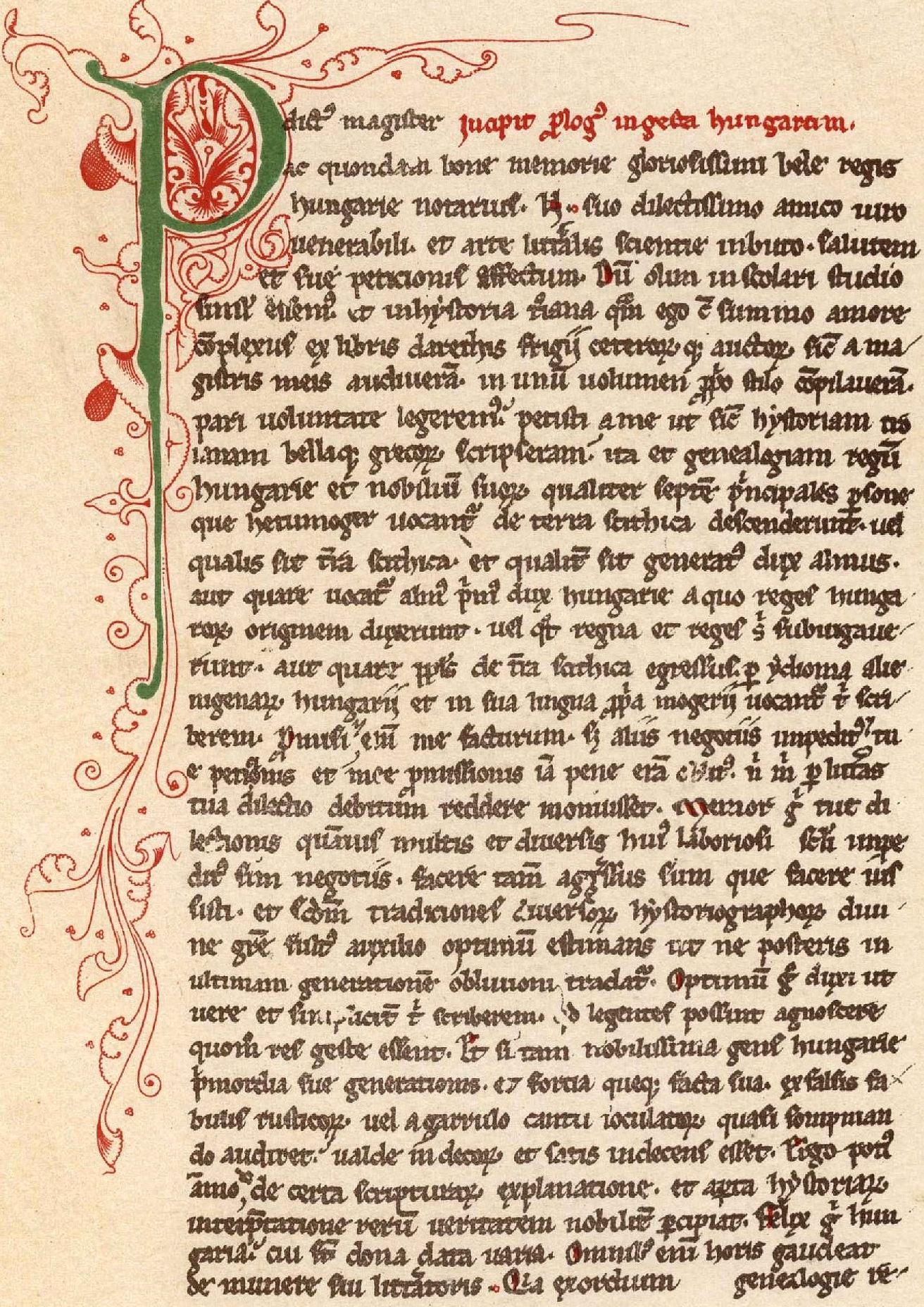
用中世纪拉丁语寫成的匈牙利人事迹手稿

匈牙利人事迹（匈牙利語：Gesta Hungarorum）是现存最早的匈牙利历史书籍。其体裁不是编年史，而是“事迹”，是中世纪的娱乐性文学。它由一位身份不明的作者用拉丁文撰写，在学术著作中传统上被称为无名氏。根据多数历史学家的说法，这部作品完成于1200年至1230年之间。该书现存13世纪下半叶的一份手稿，几个世纪以来一直保存在维也纳。它是布达佩斯国立塞切尼图书馆藏品之一。